# بويقة فلبينية
بويقة فلبينية (الاسم العلمي: Boiga philippina) (بالإنجليزية: Philippine Cat Snake)‏ هي نوع من الزواحف تتبع جنس البويقة من فصيلة الأحناش.